# 오야마 쓰나요시
오야마 쓰나요시(大山綱良, 1825년 12월 15일 ~ 1877년 9월 30일)는 사쓰마 번사, 일본 제국의 정치인이다.

## 생애
1825년, 가바야마 젠스케의 차남으로 가고시마에서 태어났다. 아명은 구마지로(熊次郎)이다.
1849년 12월 26일에 오야마 시로조(大山四郎助)의 데릴 사위가 된다. 통칭은 正圓, 角右衛門, 가쿠노스케(格之助). 오야마 씨의 본성은 우다 겐지였으며, 양자로 예전의 가문에서는 사사키 모리쓰나의 후손인 야스쓰나(康綱)의 후예를 일컫는다는 말이 있지만 명확하지 않다.
사이고 다카모리, 오야마 도시미치 등과 함께 정충조(精忠組)에 소속되었다. 시마즈 히사미쓰의 상경에 동행하여 분큐 2년 1862년의 데라다야 사건(寺田屋事件)에서는 나라하라 시게루 등과 함께 무장 번사의 숙청에 참가하여 사건의 중심적인 역할을 했다. 특히 데라다야 2층에는 오야마 이와오, 사이고 주도, 미시마 미치쓰네 등이 있었지만, 모두 설득하여 투항시키는 데 성공했다.
1868년 메이지 원년의 보신 전쟁에서 오우진무 총독부의 밑에 참모가 되었다 (다른 사람의 밑에 참모는 센다이번에 처형된 조슈번 번사 세라 슈조). 오야마가 이끄는 신정부 군은 쇼나이 전선에서 쇼나이번의 반격을 당해 연전연패를 당하지만, 전쟁 후에 새 정부에서 상전록을 받았다.
조슈번에서 다이라쿠 겐타로(大楽源太郎)가 반란을 일으키자 패주했고, 재기를 위해 히타현청을 덮쳤을 때에는 새 정부의 명을 받아 토벌군의 사령관으로 가고시마에서 파견되면서 현지 도착 후 독단으로 군 해산 명하여 기도 다카요시의 분노를 샀고, 사이고 다카모리가 사과하는 소동이 벌어졌다.
새 정부에서는 폐번치현 후에 가고시마현의 대참사, 권령(현령)이 된다. 하지만 이것은 옛 번과 새로 부임하는 현의 관계를 끊기 위해 새로 임명하는 간부는 다른 현의 출신으로 충당한다는 폐번치현의 원칙에 위배되는 특례 조치였다. 오야마는 시마즈 히사미쓰의 뜻을 받아 사이고 등을 비판했다.
메이지 6년 1873년에 정한론 분쟁에서 발전한 정변으로 사이고 등이 새 정부를 사직하고 가고시마로 귀향하자 사학 설립 등을 지원하면서 사이고를 도왔다. 그 후, 오야마가 현령인 가고시마 현은 새 정부에 조세를 납부하지 않았고, 반면에 사학교에 현 관리에게 내세워 가고시마 현은 마치 독립 국가의 모습을 보였다. 메이지 10년 1877년에 가고시마에서 사이고 등이 거병한 세이난 전쟁에서 관의 예산을 사이고 군에 전용하였고, 사이고 군의 패배 후 그 죄를 물어 체포되어 도쿄에 송환된다. 이후 나가사키에서 참수되어 향년 53세로 세상을 마감한다.
묘지는 가고시마 현 가고시마 시의 난슈 묘지(南洲)이다.

## 참고자료
- 芳即正『鹿児島史話』
- 樺山家墓碑
- 塩満郁夫、友野春久　엮음『鹿児島城下絵図散歩』 高城書房, 2004년 12월 1일 초판